# Iswestija-Pokal 1976
Der Iswestija-Pokal 1976 (russisch Турнир на приз газеты Известия, dt.: Turnier um den Preis der Zeitung „Iswestija“, dt. Iswestija, d. h. Nachrichten) war die 10. Austragung des internationalen Eishockeyturniers, welches in diesem Jahr vom 16. bis zum 21. Dezember 1976 stattfand. Neben der sowjetischen Sbornaja nahmen wieder die Nationalmannschaften Finnlands, Schwedens und der Tschechoslowakei teil. Zum ersten Mal wurde in diesem Jahr der Sieger der WHA – die kanadische Mannschaft der Winnipeg Jets – eingeladen.

## Spiele
| 16. Dezember 1976 | Tschechoslowakei Vladimír Martinec (5.) Vincent Lukáč (16.) Vladimír Veith (49.) | 3:2 (2:0, 0:1, 1:1) Spielbericht | Winnipeg Jets Anders Hedberg (21.) Dave Dunn (49.) | Moskau Zuschauer: 14.000 |

| 16. Dezember 1976 | Sowjetunion Waleri Charlamow (3) Boris Michailow | 4:2 (1:0, 3:0, 0:2) Spielbericht | Schweden Mats Åhlberg Nilsson | Moskau Zuschauer: 14.000 |

| 17. Dezember 1976 | Schweden Rolf Edberg Lars-Gunnar Lundberg Per-Olov Brasar Kent-Erik Andersson | 4:4 (1:1, 3:1, 0:2) Spielbericht | Winnipeg Jets Anders Hedberg (2) Dan Labraaten Edward Green | Moskau Zuschauer: 12.000 |

| 17. Dezember 1976 | Sowjetunion Sergei Kapustin (2) Boris Michailow (2) Helmuts Balderis Alexander Golikow Wiktor Schluktow Pjotr Prirodin Alexander Malzew | 9:3 (1:1, 5:1, 3:1) Spielbericht | Finnland Tapio Koskinen Risto Siltanen Auvo Väänänen | Moskau |

| 18. Dezember 1976 | Tschechoslowakei Vladimír Martinec (2) Ivan Hlinka Pavel Richter Libor Havlíček | 6:1 (2:0, 1:0, 3:1) Spielbericht | Finnland Martti Jarkko | Moskau Zuschauer: 12.000 |

| 19. Dezember 1976 | Sowjetunion Helmuts Balderis (2) Wiktor Schluktow (2) Boris Michailow Boris Alexandrow | 6:4 (1:1, 3:0, 2:3) Spielbericht | Winnipeg Jets Peter Sullivan Bobby Hull Perry Miller Willy Lindström | 14.000, Moskau |

| 19. Dezember 1976 | Tschechoslowakei Libor Havlíček | 1:2 (0:0, 0:0, 1:2) Spielbericht | Schweden Kent-Erik Andersson Lars-Gunnar Lundberg | Moskau |

| 20. Dezember 1976 | Schweden Canderyd (2) Mats Åhlberg Ulf Weinstock Kent-Erik Andersson Per-Olov Brasar Nilsson Petersson Bengt Lundholm | 9:0 (2:0, 3:0, 4:0) Spielbericht | Finnland | Moskau Zuschauer: 8.000 |

| 21. Dezember 1976 | Finnland Esa Peltonen | 1:2 (0:0, 0:2, 1:0) Spielbericht | Winnipeg Jets Dan Labraaten Willy Lindström | Moskau |

| 21. Dezember 1976 | Sowjetunion Helmuts Balderis Wladimir Petrow Wiktor Schluktow | 3:2 (1:1, 0:1, 2:0) Spielbericht | Tschechoslowakei | Moskau Zuschauer: 14.000 |

## Abschlusstabelle
| Platz | Mannschaft       | Spiele | S | U | N | T     | P |
| ----- | ---------------- | ------ | - | - | - | ----- | - |
|       | UdSSR            | 4      | 4 | 0 | 0 | 22:11 | 8 |
|       | Schweden         | 4      | 2 | 1 | 1 | 17:09 | 5 |
|       | Tschechoslowakei | 4      | 2 | 0 | 2 | 12:08 | 4 |
| 4.    | Winnipeg Jets    | 4      | 1 | 1 | 2 | 12:14 | 3 |
| 5.    | Finnland         | 4      | 0 | 0 | 4 | 05:26 | 0 |

## Die besten Spieler
Die besten Spieler
| Torwart     | Joe Daley                       |
| Verteidiger | Oldřich Machač                  |
| Stürmer     | Wiktor Wassiljewitsch Schluktow |

Die besten Scorer des Turniers
| Spieler           | Mannschaft       | Spiele | Tore | Vorlagen |
| ----------------- | ---------------- | ------ | ---- | -------- |
| Wiktor Schluktow  | Sowjetunion      | 4      | 2    | 61       |
| Waleri Charlamow  | Sowjetunion      | 3      | 3    | 61       |
| Boris Michailow   | Sowjetunion      | 4      | 1    | 51       |
| Vladimír Martinec | Tschechoslowakei | 3      | 2    | 51       |
| Helmut Balderis   | Sowjetunion      | 4      | 0    | 41       |
| Anders Hedberg    | Kanada           | 3      | 1    | 42       |
| Ivan Hlinka       | Tschechoslowakei | 1      | 2    | 32       |
| Wladimir Petrow   | Sowjetunion      | 0      | 3    | 32       |

1Nach der Ausgabe der Iswestija vom 20. Dezember 1976 ergeben sich andere Angaben

2Nach gleicher Quelle wurden diese Scorer ergänzt